# Си Хан'юй
Си Хан'юй (5 березня 1988) — китайська плавчиня.
Учасниця Олімпійських Ігор 2012 року.
Призерка Азійських ігор 2018 року.